# 亀成川

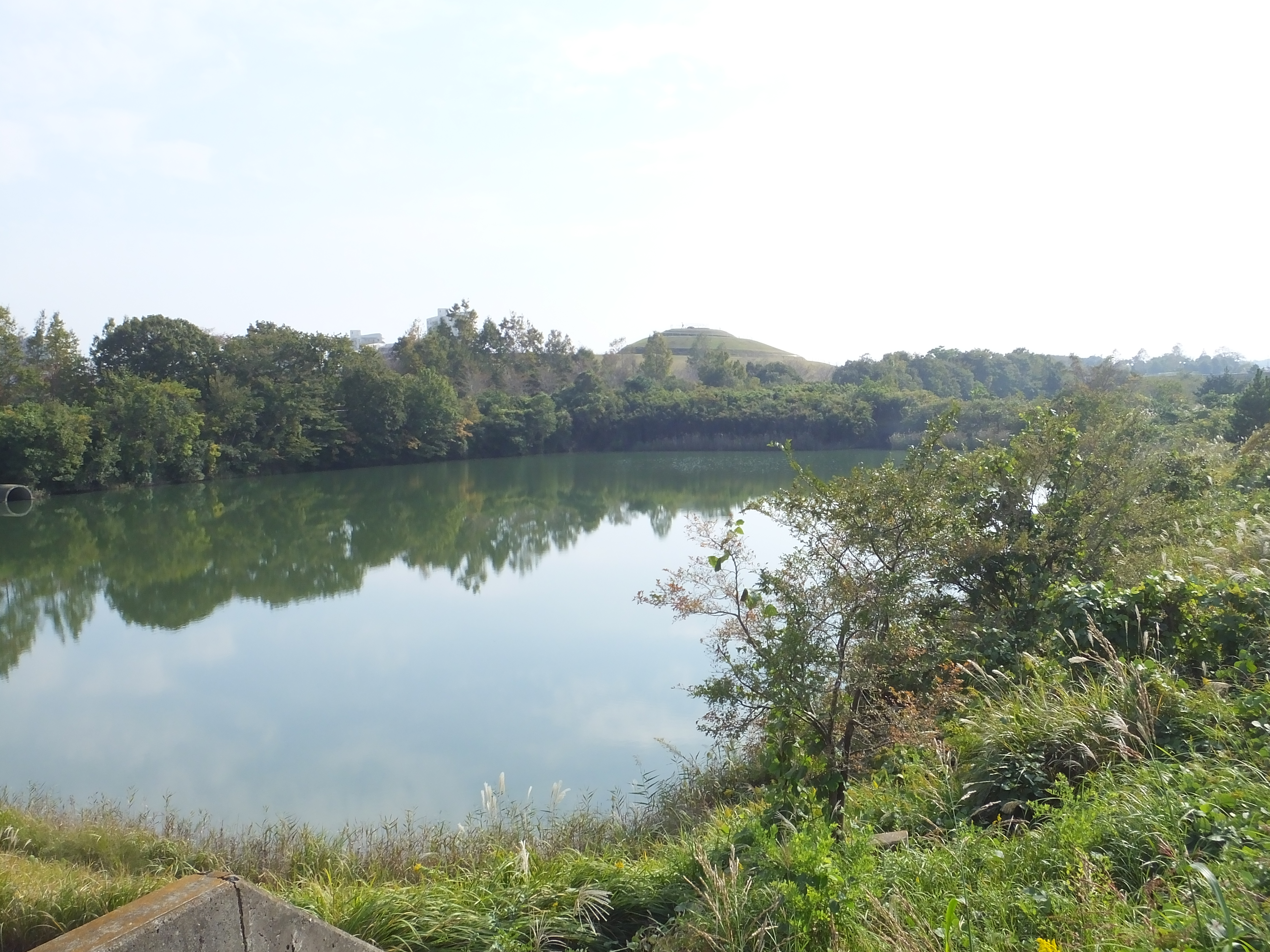
水源となる亀成川調整池

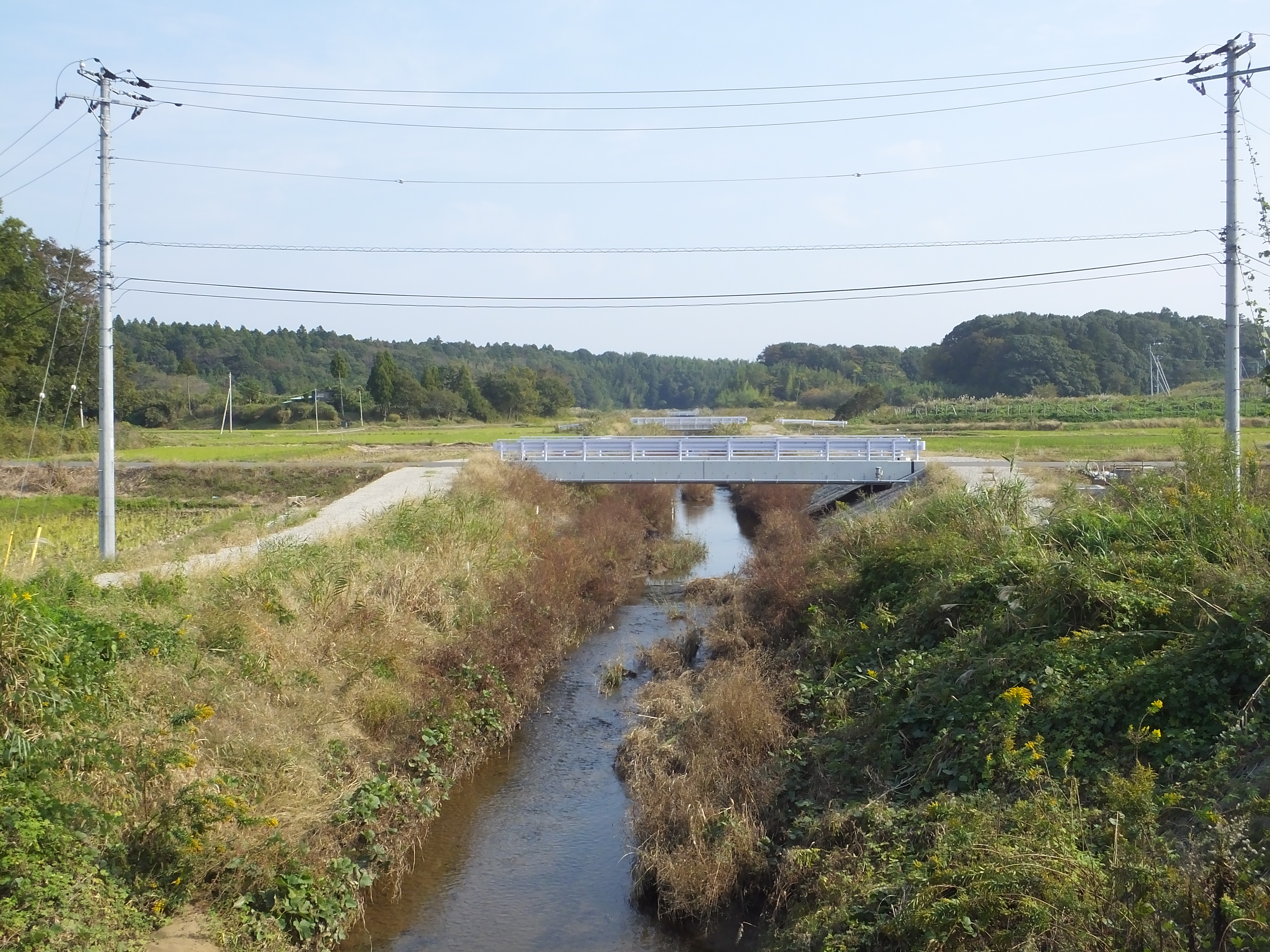
整備の進む上流部（逆川橋より上流方）

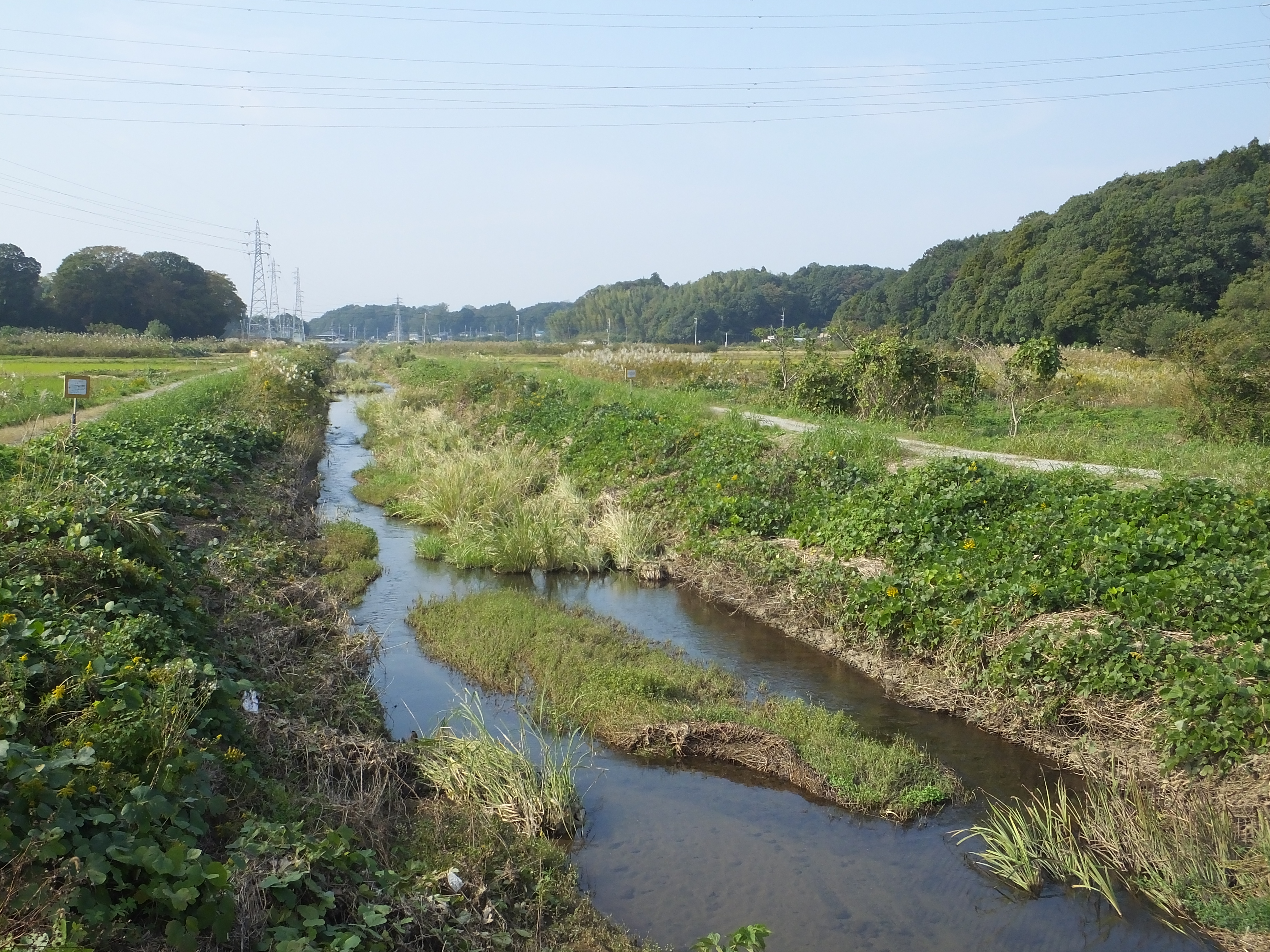
古新田川と合流する和田戸第一橋より下流方

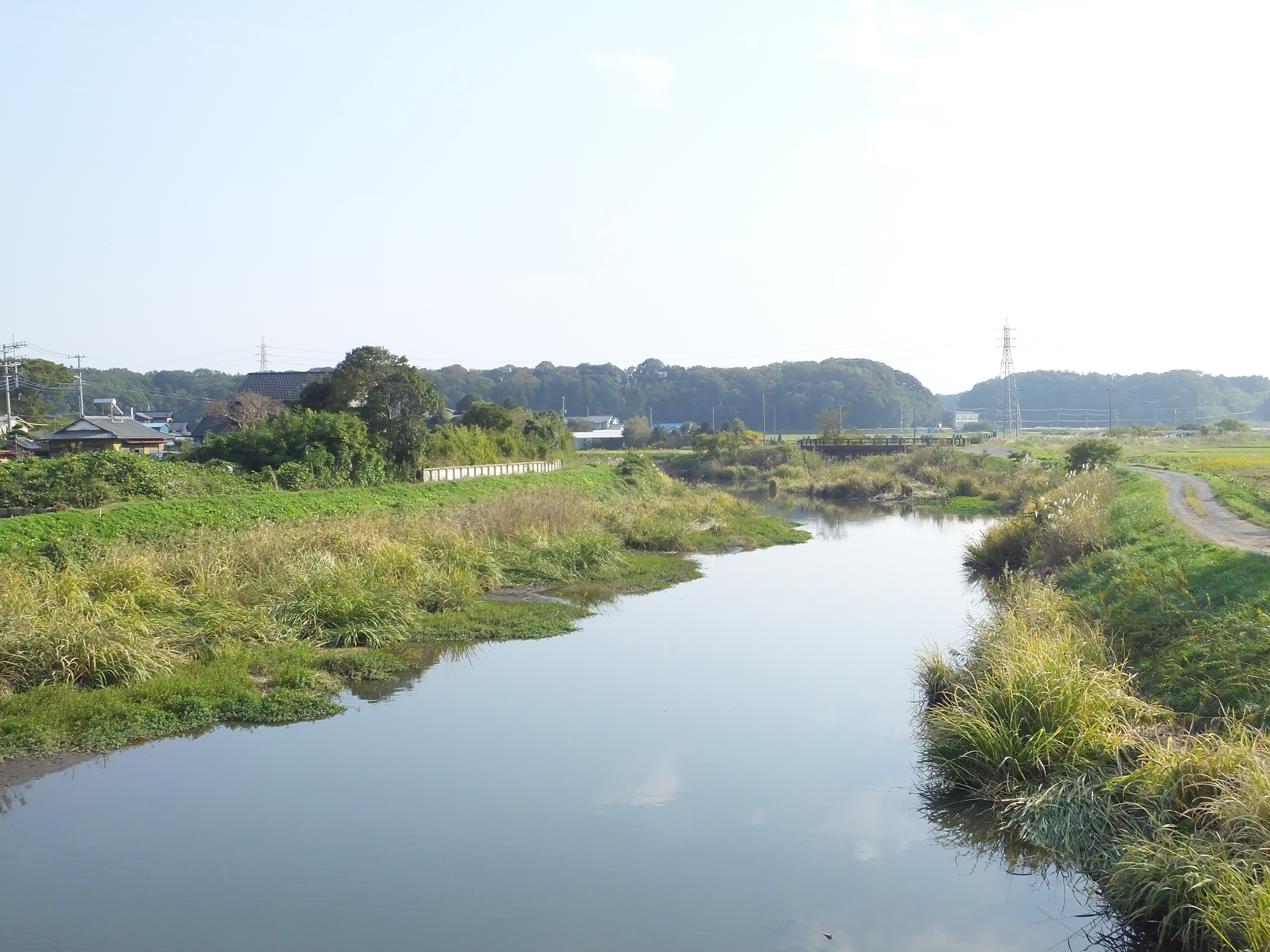
亀成橋より上流方。奥が浦部川との合流地点

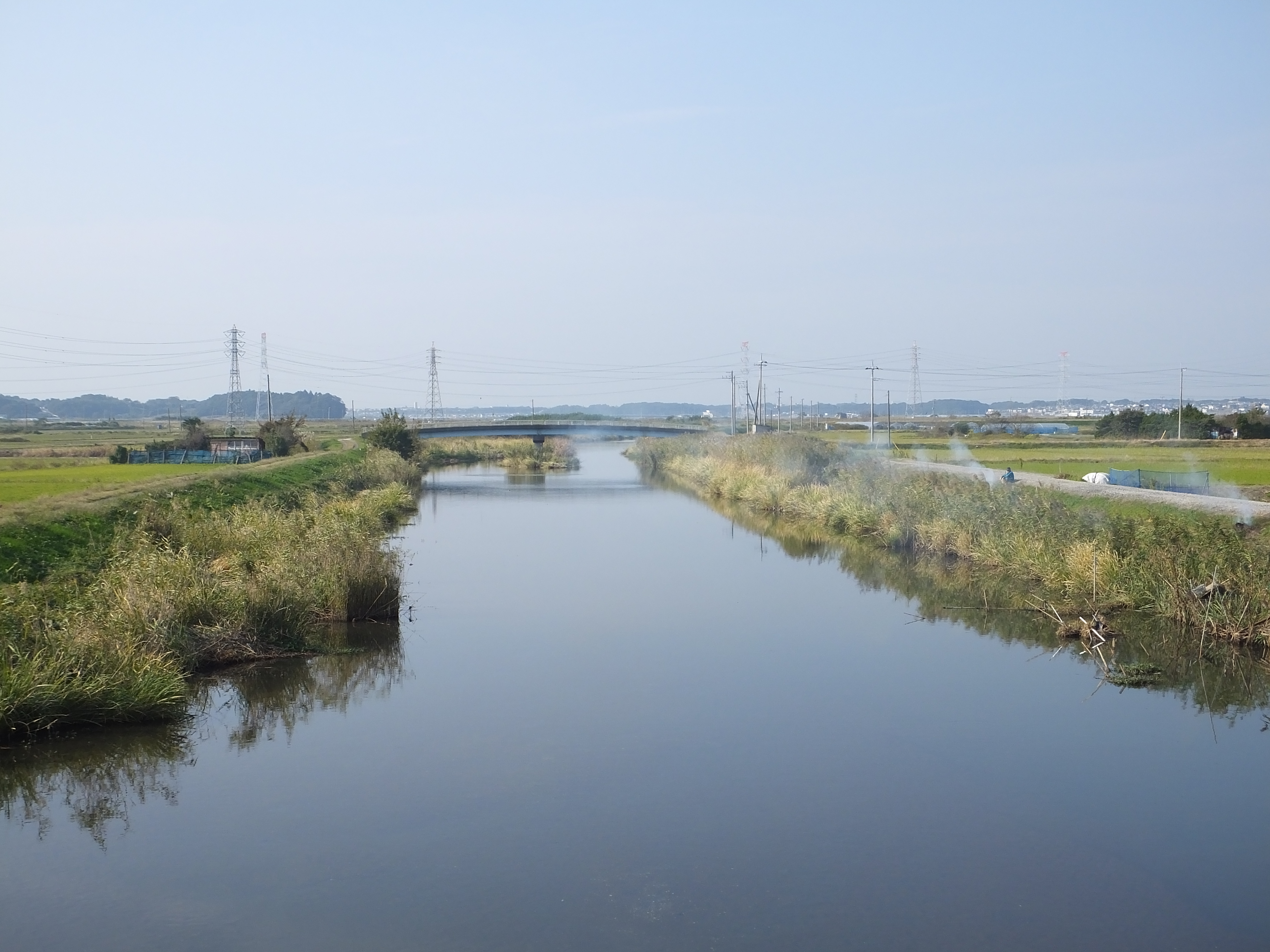
河口付近（亀成橋より下流方）

亀成川（かめなりがわ）は、千葉県印西市を流れる利根川水系の一級河川。

## 地理・環境
印西市牧の原5丁目付近の亀成川調整池に源を発し、概ね北西に流れる。両岸や橋梁は上流に向かって整備が進んでおり、散策が可能である。北総台地を徐々に抜けてゆき、和田戸第一橋にて古新田川と合流すると河川幅が広がり始める。以降西へ進むにつれ南から複数の支流を合わせてゆき、堂下橋より更に河川幅は広がる。亀成付近で千葉ニュータウン中心部より流れてきた浦部川を合わせると北へ折れ、亀成橋を越えると手賀沼（下手賀沼）沿いの低地に出る。下前川橋を過ぎると間もなく下手賀川に注ぐ。全区間が一級河川に指定されている。
利根川とは逆向きに東から西へ流れているため「逆川」という通称があり、その名が橋梁名にも付けられている。ニュータウン開発により小川を広げて整備しているため、上流部から中流部にかけては水深が非常に浅い。
流域には大小の谷津田や斜面林が広がり、ニュータウンに隣接する良好な自然環境となっている。上流部流域には「別所緑地」が形成され、湿地・草地・樹林地が連続性をもった生態系をなすエコトーン（移動帯）として環境省の「重要な湿地500」に選定されている。水生動物としては、モツゴ・ヌマチチブ・ヨシノボリ・ドジョウ・ブルーギル・スジエビなどの魚類、イシガイ・ドブガイ・マシジミ・ヒメタニシ・カワニナなどの貝類、オオモノサシトンボ・トラフトンボ・ヨツボシトンボ・子負虫・オオミズスマシ・オナガアゲハなどの昆虫類が見られ、更には重要保護生物指定のキイロサナエも確認されている。かつてはタナゴ類や二枚貝などの生息地ともなっていたが河川拡幅後は見られなくなり、手賀沼周辺では貴重な亀成川上流部の水辺環境保護・再生の必要性が唱えられた。2010年（平成22年）6月22日にはNPO団体「亀成川を愛する会」が設立され、亀成川上流のみならずニュータウン開発に対する草深原の保全活動なども行われている。

## 治水
流域では1966年（昭和41年）から1968年（昭和43年）にかけて手賀沼土地改良区による水田等の整備が行われた。ニュータウン開発が進むと従来の川幅では大雨時に氾濫を引き起こすようになったため、1976年（昭和51年）度より亀成川全区間において水害防止のための拡幅を主とする改修工事や橋の架け替えに着手した。事業主体は鹿黒橋を境に下流（2,875m）が千葉県印旛土木事務所、上流（4,275m）が住宅・都市整備公団（現・都市再生機構）である。下流区間については国庫補助事業にて行われ、亀成橋の改修も含め1994年（平成6年）度中に完了している。これを受けて1995年（平成7年）より別所橋までの上流1期区間の用地交渉が開始された。河川幅は鹿黒橋で約29m、最上流部で約18m、両岸は橋梁・樋門部分を除き芝張りの自然護岸としている。当初は上流3期区間も含め2001年（平成13年）度の工事完了予定だったが、用地取得や橋梁改修の進捗状況に合わせ2011年（平成23年）まで工期が延長されている。なお現在も亀成川調整池接続点や橋梁等、改修はまだ整備途上の段階にある。
両岸堤防では全区間にわたり遊歩道の整備が進められている。かつてはサイクリングロードとする要望も出されたが、道路構造令規定の幅員2.5 - 3mを確保できなくなったことから立ち消えとなっている。

## 支流
上流より記載、全て一級河川
- 古新田川
- 大森川
- 鹿黒川
- 浦部川
  - 和泉川

## 主な橋
上流より記載。整備中の上流部は橋梁名未定のものが多く、今後定まる可能性がある。
- もとの橋
- 京免一号橋
- 滝1号橋
- 逆川橋
- 根郷橋
- 別所橋
- 御所橋
- ほたる橋
- 見乗寺橋
- 和田戸第二橋
- 和田戸第一橋
- 古新田橋
- 小屋ノ内橋
- 鹿黒橋 - 千葉県道・茨城県道4号千葉竜ヶ崎線
- 仲田橋
- 堂下橋
- 花輪橋
- 地子谷橋
- 小山橋
- 水神橋
- 亀成橋 - 千葉県道59号市川印西線
- 下前川橋